# Establecimiento de conectividad interactiva
El establecimiento de conectividad interactiva (Inglés: Interactive Connectivity Establishment Sigla: ICE) es una técnica utilizada en redes de computadoras para encontrar maneras de que dos computadoras se comuniquen entre sí de la manera más directa posible en redes de igual a igual . Esto se usa más comúnmente para medios interactivos como Voz sobre Protocolo de Internet (VoIP), comunicaciones entre pares, video y mensajería instantánea . En este tipo de aplicaciones, sería lento y caro comunicar a través de servidores, pero la comunicación directa entre aplicaciones cliente en Internet es muy complicada debido a los traductores de direcciones de red (NAT), los firewalls y otras barreras de la red.
ICE es desarrollado por el grupo de trabajo MMUSIC del Grupo de Trabajo de Ingeniería de Internet y se publica como RFC 8445, a partir de agosto de 2018,  y ha dejado obsoletos tanto [rfc:5245 el RFC 5245]  como [rfc:4091 el RFC 4091] . 

## Resumen
La traducción de direcciones de red (NAT) se convirtió en una técnica eficaz para retrasar el agotamiento del conjunto de direcciones disponibles del Protocolo de Internet versión 4 (IPv4), que está inherentemente limitado a alrededor de cuatro mil millones de direcciones únicas. Las puertas de enlace NAT rastrean las solicitudes salientes de una red privada y mantienen el estado de cada conexión establecida para luego dirigir las respuestas del par en la red pública al par en la red privada, que de otro modo no serían abordables directamente.
VoIP, peer-to-peer y muchas otras aplicaciones requieren información de dirección de los pares que se comunican dentro de los flujos de datos de la conexión, en lugar de solo en los encabezados de los paquetes del Protocolo de Internet. Por ejemplo, el Protocolo de inicio de sesión (SIP) comunica la dirección IP de los clientes de la red para su registro en un servicio de ubicación, de modo que las llamadas telefónicas puedan encaminarse a los clientes registrados. 
Session Traversal Utilities for NAT (Español: Utilidades de recorrido de sesión para NAT. Sigla en inglés: STUN) es un protocolo estandarizado para dicho descubrimiento de direcciones, incluida la clasificación NAT. El recorrido transversal mediante retransmisiones alrededor de NAT (TURN) coloca un servidor de terceros para retransmitir mensajes entre dos clientes cuando un firewall no permite el tráfico multimedia directo entre pares.
- RFC 5389 : Utilidades transversales de sesión para NAT (STUN).
- RFC 8656 : Recorrido mediante relés alrededor de NAT (TURN): Extensiones de relé para STUN.
- RFC 6544 : Candidatos TCP con establecimiento de conectividad interactiva (ICE)
- RFC 8445 : Establecimiento de conectividad interactiva (ICE): un protocolo para el cruce del traductor de direcciones de red (NAT)